# Rohdea cryptopoda
Rohdea cryptopoda – gatunek widłonoga z rodziny Chondracanthidae; jedyny przedstawiciel rodzaju Rohdea.
Gatunek i rodzaj opisał w 1992 roku pracujący w Kanadzie polski parazytolog Zbigniew Kabata. Skorupiaki te są pasożytami ryb abadecho (Genypterus blacodes). Okazy typowe pozyskano z pojedynczego osobnika złowionego w czerwcu 1882 roku w Pacyfiku w pobliżu Port Kembla (Nowa Południowa Walia, Australia), na głębokości 439–494 m. Nazwa rodzajowa honoruje dr. Klausa Rohdego z Uniwersytetu Nowej Anglii w Armidale w Nowej Południowej Walii, który dostarczył Kabacie kolekcję widłonogów obejmującą m.in. okazy typowe tego gatunku.